# 아우트 빌켄
아우트 빌켄(Aud Wilken, 1965년 ~ )은 독일 출신 덴마크의 가수이다. 유로비전 송 콘테스트 1995에서 덴마크 대표로 참가했다.